# Louis Stromeyer

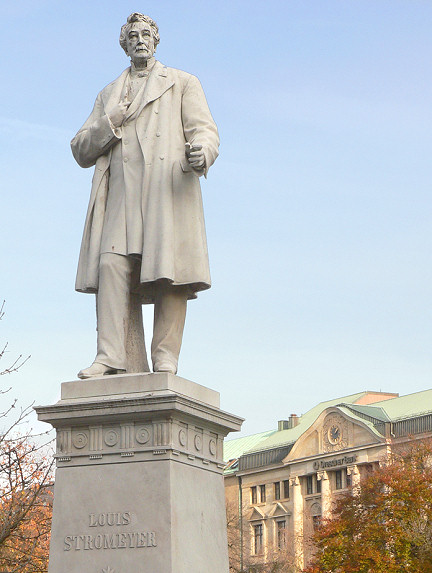
Louis Stromeyer, staty på Opernplatz i Hannover

Georg Friedrich Louis Stromeyer, född 6 mars 1804 i Hannover, död där 15 juni 1876, var en tysk kirurg och militärläkare.
Stromeyer blev medicine doktor i Berlin 1826, anställdes 1829 som lärare vid kirurgiska skolan i Hannover samt kallades 1838 till kirurgie professor i Erlangen, varifrån han flyttade 1841 till München, 1842 till Freiburg im Breisgau  och 1848 till Kiel. Han deltog med framgång som läkare i fälttågen 1849-50, 1866 och 1870-71. 
Stromeyers Maximen der Kriegsheilkunst (1855) räknas bland krigskirurgins klassiska verk. Bland hans övriga skrifter märks bland annat Erfahrungen über Schusswunden im Jahre 1866 (1867) och Handbuch der Chirurgie (två band, 1844-68).